# Chokehold (groupe)
Pour les articles homonymes, voir Chokehold.
Chokehold est un groupe canadien de punk hardcore straight edge, originaire de Hamilton, en Ontario. Ils sont actifs de 1990 à 1996, et se réunissent pour une tournée de retrouvailles en 2015, et cinq dates au Japon en septembre 2016,. Ils sortent leur troisième album en 2019.

## Histoire
Chokehold est formé en 1990 à Hamilton, et sortent son premier album More than Ever en 1991. Il est suivi en 1992 d'un split EP avec Crisis of Faith et du Life Goes On EP. Leur montée en popularité est parallèle à celle d'autres groupes vegan straight edge comme Earth Crisis, et de groupes hardline comme Vegan Reich et Raid.
En 1993, Chokehold sort l'album Prison of Hope sur le label américain Conquer the World Records et crée son propre label Structure Records pour sortir la musique du groupe Bloodlet. Ils sortent leur EP suivant, Instilled en 1994, sur le label Bloodlink Records de Philadelphie. Cet EP contient certains de leurs morceaux les plus politiques à ce jour, notamment la chanson anti-religieuse Anchor, la chanson anti-homophobie Mindset, et leur manifeste sur la libération humaine/terrestre/animale Burning Bridges.
Ils suivent en 1995 avec leur deuxième album, Content With Dying. Cet album contient Not a Solution, une chanson hardcore véhémente en faveur de l'avortement.
Ils signent en 1996 avec le label allemand Mad Mob Records et enregistrent quatre nouvelles chansons, qui seront publiées sur un CD split avec Feeding the Fire. Mais après une tournée européenne en 1996, le groupe décide de se séparer. Ils jouent leur dernier concert en mars au New Bedford Festival dans le Massachusetts, Ces quatre chansons sortent l'année suivante sous la forme d'un EP éponyme sur le label Jawk Records. À titre posthume, Rhythm of Sickness Records sort un split vinyle de 12 pouces avec Left For Dead ; Redstar Records publie ensuite  une de leurs reprises inédites sur la compilation The Sound and the Fury,. Les membres ont ensuite joué dans des groupes tels que Brutal Knights, Left for Dead, Haymaker, Our War, SeventyEightDays et Funerary,,.
En 2015, des versions remixées des albums du groupe Prison of Hope et Content with Dying sont rééditées. Le groupe se reforme et commence à tourner pour soutenir les nouvelles sorties. Des commentaires d'un membre du groupe et un affrontement violent subséquent lors de leur première performance à Toronto ont conduit à des allégations de racisme et de transphobie, qui ont été démenties par les membres du groupe et leur label,.

## Discographie

### Albums studio
- 1993 : Prison of Hope (Conquer the World)
- 1995 : Content with Dying (Bloodlink/The Great American Steak Religion)
- 2019 : With This Thread I Hold On (Good Fight)[16],[17]

### EP, singles et démos
- 1991 : The Whole World Is an Addiction
- 1991 : More Than Ever
- 1992 : Life Goes On (Arm's Reach)
- 1994 : Instilled (Bloodlink)
- 1997 : Tooth and Nail (Jawk)
- 2015 : We're Not Gonna Take It (A389)

### Compilations
- 1994 : Prison of Hope (Conquer the World)
- 2015 : Chokehold (A389)
- 2016 : Sell It For What It's Worth Box Set (A389)
- 2016 : Discography (Cosmic Note)

### Splits
- 1992 : Chokehold / Crisis of Faith (1992, Grinding Edge)
- 1996 : Chokehold / Left for Dead (1996, Rhythm of Sickness)

### Apparitions
- 1998 : Reproach (Ugly Pop) (reprise de Nothing de Negative Approach)
- 1999 : The Sound and the Fury (Redstar) (reprise de Kickbackde  Breakdown)